# Lijst van rijksmonumenten in Liempde
Liempde telt 42 inschrijvingen in het rijksmonumentenregister. Hieronder een overzicht.
| Object | Oorspronkelijke functie?  | Bouwjaar              | Architect | Locatie                     | Coördinaten?                  | Nr.?   | Afbeelding |
| --- | ------------------------- | --------------------- | --------- | --------------------------- | ----------------------------- | ------ | --- |
| Boerderij van het Brabantse langgeveltype | Boerderij                 | midden 19e eeuw       |           | Barrierweg 4                | 51° 34' 3" NB, 5° 22' 26" OL  | 25848  | Meer afbeeldingen |
| Dubbele woning. Dwarshuis onder met pannen gedekt wolfdak. Baksteenfries met zaagtandlijst. Vensters met luiken                                            | Woonhuis                  | midden 19e eeuw       |           | Barrierweg 25               | 51° 33' 51" NB, 5° 22' 18" OL | 25849  | Dubbele woning. Dwarshuis onder met pannen gedekt wolfdak. Baksteenfries met zaagtandlijst. Vensters met luiken                                            |
| Tot bungalow verbouwde boerderij onder met riet en pannen gedekt wolfdak                                                                                   | Boerderij                 | eerste helft 19e eeuw |           | Barrierweg 60               | 51° 33' 44" NB, 5° 22' 10" OL | 25850  | Meer afbeeldingen |
| Brabantse langgevelboerderij onder met riet en pannen gedekt wolfdak                                                                                       | Boerderij                 | midden 19e eeuw       |           | Boxtelseweg 42              | 51° 34' 36" NB, 5° 21' 48" OL | 25851  | Meer afbeeldingen |
| Woongedeelte van een langgevelboerderij, waarvan het stalgedeelte gesloopt is                                                                              | Boerderij                 | vroeg 19e eeuw        |           | Dorpsstraat 41              | 51° 34' 18" NB, 5° 22' 25" OL | 25852  | Meer afbeeldingen |
| Boerderij van het traditionele Brabantse langgeveltype. Pannen zadeldak tussen puntgevels, houten kroonlijst en vensters met zesruitsschuiframen en luiken | Boerderij                 | derde kwart 19e eeuw  |           | Heesterbos 2                | 51° 34' 10" NB, 5° 22' 20" OL | 25853  | Boerderij van het traditionele Brabantse langgeveltype. Pannen zadeldak tussen puntgevels, houten kroonlijst en vensters met zesruitsschuiframen en luiken |
| Boerderij, Brabantse staldeeltype van de hallehuisgroep, met waterput, schuur en rieten dak                                                                | Boerderij                 | 18e eeuw              |           | Hoevedreef 2                | 51° 34' 50" NB, 5° 22' 26" OL | 25854  | Meer afbeeldingen |
| Eenvoudig landarbeidershuisje onder pannen zadeldak tussen puntgevels met rollagen. Te weerszijden van de deur een venster met luiken                      | Bedrijfs-,fabriekswoning  | derde kwart 19e eeuw  |           | Kapelstraat 6               | 51° 34' 19" NB, 5° 22' 24" OL | 25855  | Meer afbeeldingen |
| Door een bomensingel omgeven boerderij onder met riet en pannen gedekt wolfdak. Vensters met luiken en zesruitsschuiframen                                 | Boerderij                 | 18e eeuw              |           | Kapelstraat 22              | 51° 34' 20" NB, 5° 22' 19" OL | 25856  | Meer afbeeldingen |
| Rechter gedeelte van een dubbele langgevelboerderij. Pannen wolfdak                                                                                        | Boerderij                 | midden 19e eeuw       |           | Kapelstraat 24              | 51° 34' 20" NB, 5° 22' 17" OL | 25857  | Meer afbeeldingen |
| Linker gedeelte van een dubbele langgevelboerderij. Pannen wolfdak                                                                                         | Boerderij                 | midden 19e eeuw       |           | Kapelstraat 26              | 51° 34' 20" NB, 5° 22' 17" OL | 25858  | Linker gedeelte van een dubbele langgevelboerderij. Pannen wolfdak                                                                                         |
| Brabantse langgevelboerderij | Boerderij                 | midden 19e eeuw       |           | Kapelstraat 28              | 51° 34' 20" NB, 5° 22' 16" OL | 25859  | Meer afbeeldingen |
| Eenvoudige langgevelboerderij, onder met pannen gedekt zadeldak                                                                                            | Boerderij                 | midden 19e eeuw       |           | Keefheuvel 2                | 51° 34' 4" NB, 5° 22' 30" OL  | 25860  | Meer afbeeldingen |
| Kempische langgevelboerderij, geheel in traditionele vormgeving                                                                                            | Boerderij                 | 1895                  |           | Kleinhoekje 5               | 51° 34' 4" NB, 5° 22' 18" OL  | 25861  | Meer afbeeldingen |
| Boerderij onder pannen zadeldak, volgens de traditie van de brabantse langgevelboerderij                                                                   | Boerderij                 | 1888                  |           | Oude Dijk 19                | 51° 34' 7" NB, 5° 22' 17" OL  | 25862  | Meer afbeeldingen |
| Eenvoudige boerderij van het Brabantse langgeveltype | Boerderij                 | midden 19e eeuw       |           | Oude Postbaan 1             | 51° 34' 3" NB, 5° 22' 29" OL  | 25863  | Meer afbeeldingen |
| Kleine boerderij met dwars woongedeelte onder pannen zadeldak en haaks daarop gebouwd stalgedeelte                                                         | Boerderij                 | midden 19e eeuw       |           | Oude Postbaan 3             | 51° 34' 2" NB, 5° 22' 29" OL  | 25864  | Meer afbeeldingen |
| Boerderij met dwars woongedeelte onder pannen wolfdak | Boerderij                 | midden 19e eeuw       |           | Oude Postbaan 5             | 51° 34' 2" NB, 5° 22' 29" OL  | 25865  | Boerderij met dwars woongedeelte onder pannen wolfdak |
| Boerderij met dwars voor de stal gebouwd woongedeelte onder pannen zadeldak                                                                                | Boerderij                 | 1908                  |           | Koestraat 3-5               | 51° 33' 56" NB, 5° 22' 36" OL | 25866  | Meer afbeeldingen |
| Boerderij van het Brabantse langgeveltype | Boerderij                 | 1854                  |           | Parkstraat 17               | 51° 34' 1" NB, 5° 22' 18" OL  | 25867  | Meer afbeeldingen |
| Boerderij van het Brabantse langgeveltype onder met riet en pannen gedekt wolfdak                                                                          | Boerderij                 | derde kwart 19e eeuw  |           | Parkstraat 26               | 51° 34' 1" NB, 5° 22' 17" OL  | 25868  | Meer afbeeldingen |
| Brabants langgevelboerderij onder met pannen gedekt wolfdak                                                                                                | Boerderij                 | derde kwart 19e eeuw  |           | Pastoor Dobbeleijnstraat 2  | 51° 34' 17" NB, 5° 22' 52" OL | 25869  | Meer afbeeldingen |
| Boerderij, woongedeelte met hoog, pannen zadeldak tussen puntgevels met vlechtingen, in de rechter waarvan jaartalankers                                   | Boerderij                 | 1783                  |           | Pastoor Dobbeleijnstraat 4  | 51° 34' 18" NB, 5° 22' 52" OL | 25870  | Meer afbeeldingen |
| Langgevelboerderij onder pannen wolfsdak | Boerderij                 | midden 19e eeuw       |           | Pastoor Dobbeleijnstraat 20 | 51° 34' 31" NB, 5° 22' 56" OL | 25871  | Meer afbeeldingen |
| Boerderij van het brabantse langgeveltype | Boerderij                 | midden 19e eeuw       |           | Raadhuisplein 3             | 51° 34' 4" NB, 5° 22' 24" OL  | 25872  | Boerderij van het brabantse langgeveltype |
| 'Het wapen van liempde' | Boerderij                 | midden 19e eeuw       |           | Raadhuisplein 4             | 51° 34' 5" NB, 5° 22' 25" OL  | 25873  | Meer afbeeldingen |
| Boerderij onder met pannen gedekt wolfdak, dat het woongedeelte en de er achter gelegen stal overdekt                                                      | Boerderij                 | midden 19e eeuw       |           | Roderweg 22                 | 51° 33' 49" NB, 5° 22' 35" OL | 25874  | Meer afbeeldingen |
| Boerderij met uitgebouwde zijkamer | Boerderij                 | 17e eeuw              |           | Rosenhofstraat 24           | 51° 34' 2" NB, 5° 22' 9" OL   | 25875  | Meer afbeeldingen |
| Sober bakstenen pand met verdieping en schilddak | Woonhuis                  | ca. 1860              |           | Vendelstraat 2              | 51° 34' 17" NB, 5° 22' 27" OL | 25878  | Meer afbeeldingen |
| Terrein waarin funderingen van een kerk | Archeologisch monument    | middeleeuwen          |           | bij Kerkakkers 1            | 51° 34' 29" NB, 5° 22' 53" OL | 45626  | Upload foto |
| Blokvormig huis onder een met pannen gedekt afgeplat schilddak                                                                                             | Kasteel, buitenplaats     | 1878                  |           | Velder 14                   | 51° 33' 19" NB, 5° 20' 43" OL | 511525 | Meer afbeeldingen |
| "De Negen Dreven" | Tuin, park en plantsoen   | 1895-1896             |           | Velder 14                   | 51° 33' 19" NB, 5° 20' 43" OL | 511527 | Upload foto |
| Koetshuis | Bijgebouwen kastelen enz. | 1878                  |           | Velder 14A                  | 51° 33' 18" NB, 5° 20' 42" OL | 511530 | Koetshuis |
| Dienstwoning | Bijgebouwen kastelen enz. | 1887                  |           | Velder 17A                  | 51° 33' 15" NB, 5° 20' 42" OL | 511531 | Upload foto |
| Gietijzeren beeld van een jonge, in korte tuniek gehulde bacchus, in de hand een druiventros                                                               | Tuin, park en plantsoen   | 1800-1899             |           | Velder bij 14               | 51° 33' 19" NB, 5° 20' 42" OL | 511534 | Upload foto |
| Marmeren borstbeelden | Tuin, park en plantsoen   | 1800-1899             |           | Velder bij 14               | 51° 33' 19" NB, 5° 20' 43" OL | 511535 | Upload foto |
| Parochiekerk | Kerk en kerkonderdeel     | 1867                  |           | Dorpsstraat 36              | 51° 34' 15" NB, 5° 22' 24" OL | 516630 | Meer afbeeldingen |
| Op de begraafplaats ten oosten van de kerk bevindt zich een georiënteerd grafmonument                                                                      | Begraafplaats en -onderdl | 1869                  |           | Dorpsstraat 36              | 51° 34' 15" NB, 5° 22' 24" OL | 516631 | Op de begraafplaats ten oosten van de kerk bevindt zich een georiënteerd grafmonument                                                                      |
| Stationsgebouw, dienstwoning en wachtlokaal | Transport                 | 1902-1903             |           | Gemondesestraat 2           | 51° 35' 2" NB, 5° 22' 4" OL   | 516643 | Stationsgebouw, dienstwoning en wachtlokaal |
| Toegangshek | Erfscheiding              | 1860                  |           | Dorpsstraat bij 36          | 51° 34' 15" NB, 5° 22' 28" OL | 525686 | Upload foto |
| Graftombe van A.C.J. van Boeckel van Rumpt en G.M.J. Hubar                                                                                                 | Begraafplaats en -onderdl | 1909                  |           | Dorpsstraat 36              | 51° 34' 15" NB, 5° 22' 28" OL | 525687 | Upload foto |
| Molenaarshuis | Dienstwoning              | 1758                  |           | Kasterensestraat 4          | 51° 35' 2" NB, 5° 22' 3" OL   | 526446 | Upload foto |